# DQPSK
DQPSK (ang. Differential Quaternary Phase Shift Keying) – różnicowa kwadraturowa modulacja z kluczowaniem fazy.
Różnicowy system kluczowania z przesuwem fazy, może być uważany za niekoherentną wersję systemu QPSK. Jego stosowanie eliminuje konieczność dysponowania koherentnym sygnałem odniesienia w odbiorniku (analogicznie jak w przypadku DPSK). Dla przesłania symbolu „00” przesuwa się fazę bieżącego sygnału o 90 stopni, i tak dla każdego kolejnego symbolu binarnego.